# Holomelina pallipennis
Holomelina pallipennis är en fjärilsart som beskrevs av Barnes och Mcdunnough 1918. Holomelina pallipennis ingår i släktet Holomelina och familjen björnspinnare. Inga underarter finns listade i Catalogue of Life.